# Digitalstrategie Deutschland
Die Digitalstrategie Deutschland ist eine unter der Federführung vom Bundesministerium für Digitales und Verkehr (BMDV) entwickelte Zukunftsvision zur digitalen Transformation von Wirtschaft, Gesellschaft und Wissenschaft in Deutschland, die vom Kabinett Scholz am 31. August 2022 unter der Überschrift Gemeinsam digitale Werte schöpfen verabschiedet wurde. Es war das erste Mal, dass eine Digitalstrategie von der gesamten Bundesregierung in einem Kabinettsbeschluss verabschiedet wurde.
Mit der Digitalstrategie (Slogan: Einfach.Gemeinsam.Digital) soll Deutschland durch messbare Ziele und Umsetzungsmaßnahmen im Ranking der Digitalisierung bis zum Jahr 2025 einen Platz unter den „Top Ten in Europa“ erreichen. Im europäischen Digital Economy and Society Index (DESI) lag Deutschland 2022 auf Platz 13 von 27 EU-Mitgliedsstaaten.
Die Bundesregierung sieht die Digitalstrategie Deutschland im Kontext ihrer Strategie für die Internationale Digitalpolitik, mit der eine globale digitale Ordnung angestrebt wird, die Demokratie und Freiheit, Wohlstand sowie Nachhaltigkeit und Resilienz fördert.

## Grundlage Koalitionsvertrag
Am 24. November 2021 einigte sich die Ampelkoalition von SPD, Bündnis 90/Die Grünen und FDP auf einen 177-seitigen Koalitionsvertrag für die 20. Wahlperiode des Deutschen Bundestages unter der Überschrift Mehr Fortschritt wagen. Bündnis für Freiheit, Gerechtigkeit und Nachhaltigkeit. Das Wort „digital“ kommt auf über der Hälfte der Seiten dieses Vertrages insgesamt mehr als 200 mal vor und gibt damit einen Hinweis auf den hohen Stellenwert des Querschnittsthemas digitale Transformation für die Ampelkoalition. Hinzu kommt, dass die Vorgängerregierung im Politikfeld Digitalpolitik kaum Erfolge vorweisen konnte (Stichwort: Onlinezugangsgesetz), Deutschland im internationalen Vergleich weiter zurückgefallen war und auch der Handlungsdruck – insbesondere aus der Wirtschaft – weiter zugenommen hatte.
Folgende Ziele zur Digitalisierung in den Bereichen Infrastruktur, Verwaltung, Wirtschaft, Gesundheit, Bildung, Zivilgesellschaft und Forschung wurden in diesem Koalitionsvertrag vereinbart:
- Flächendeckende Versorgung mit Glasfaser (fiber-to-the-home, FTTH) und dem neuesten Mobilfunkstandard.

- Investitionen in digitale Schlüsseltechnologien (Künstliche Intelligenz, Quantentechnologien, Cybersicherheit, Distributed-Ledger-Technologie, Robotik).

- Verbesserung der Bedingungen für innovative Start-ups am Technologiestandort Deutschland.

- Digitale, bürgerorientierte Transformation der Verwaltung mit Digitalisierung als Kernbestandteil der Ausbildung. Weiterentwicklung des Onlinezugangsgesetzes (OZG 2.0) mit einer ausreichenden Folgefinanzierung. Standardisierung von IT-Verfahren nach dem Einer-für-alle-Prinzip (EfA).

- Fortschreibung des Bundesprogramms Smart Cities mit Erweiterung auf Smart Regions.

- Aufbau einer Cloud der öffentlichen Verwaltung auf Basis einer Multi-Cloud Strategie, offener Schnittstellen sowie strenger Sicherheits- und Transparenzvorgaben.
- Digitalcheck von Gesetzgebungsverfahren mit Unterstützung durch ein digitales Gesetzgebungsportal.
- Stärkung der digitalen Bürgerrechte und der IT-Sicherheit durch „security-by-design/default“. Unabhängigere Aufstellung des Bundesamtes für Sicherheit in der Informationstechnik (BSI).
- Sicherung der digitalen Souveränität durch das Recht auf Interoperabilität, Portabilität und Open Source.
- Einführung der elektronischen Patientenakte (ePA) und des E-Rezepts.
- Digitalpakt 2.0 für Schulen.
- Neuordnung der Kompetenzen der Bundesregierung und Einführung eines zusätzlichen Digitalbudgets.

- Verabschiedung eines Forschungsdatengesetzes zur Vereinfachung des Zugangs zu Forschungsdaten mit Open Access als gemeinsamen Standard.

- Förderung digitaler Zwillinge zur Reduktion des Ressourcenverbrauchs.

- Einführung eines Umweltmanagementsystems für öffentliche Rechenzentren nach EMAS bis 2025.

- Unterstützung bei der Einführung eines digitalen Euro und des Ausbaus einer europäischen Zahlungsverkehrsinfrastruktur.

Diese im Koalitionsvertrag vereinbarten digitalpolitischen Ziele sind Ausgangspunkt und Grundlage für die Digitalstrategie Deutschland der Ampelregierung.

### Cybersicherheitsstrategie der Bundesregierung
Das Kabinett Merkel hatte im November 2016 die Cyber-Sicherheitsstrategie für Deutschland beschlossen, deren Ziel es war, "Cybersicherheit auf einem der Bedeutung und der Schutzwürdigkeit der vernetzten Informationsinfrastrukturen angemessenen Niveau zu gewährleisten, ohne die Chancen und den Nutzen des Cyber-Raums zu beeinträchtigen". Die Ampelkoalition hat diese Strategie im September 2021 zur Cybersicherheitsstrategie 2021 fortgeschrieben.

### Strategie Künstliche Intelligenz der Bundesregierung
Das Kabinett Merkel der Großen Koalition hatte 2018 eine Nationale Strategie für Künstliche Intelligenz beschlossen, die 2020 fortgeschrieben und von der Ampelkoalition in die Digitalstrategie übernommen wurde. Sie umfasst  insgesamt zwölf Handlungsfelder. Diese Strategie zielt darauf ab, „KI Made in Germany“ zu einem internationalen Markenzeichen für KI-Anwendungen auf Basis des europäischen Wertekanons zu etablieren.

### Datenstrategie der Bundesregierung
Das Kabinett Merkel der Großen Koalition hatte 2021 eine Datenstrategie der Bundesregierung mit rund 240 Maßnahmen beschlossen, die von der Ampelkoalition in die Digitalstrategie übernommen wurde und vier Handlungsfelder umfasst. Diese Datenstrategie wurde 2023 weiterentwickelt.

## Inhalt der Digitalstrategie
Die Digitalstrategie gibt einen Überblick über die Vorhaben, die jedes Ressort in eigener Verantwortung in der Legislaturperiode umsetzen soll. Dabei werden Projekte priorisiert, von deren Umsetzung die größte Hebelwirkung zu erwarten ist. Nach Ansicht der Ampelkoalition sind dies:
- leistungsfähige Netze und die Verfügbarkeit von Daten und Datenwerkzeugen[21],
- sichere und nutzerfreundliche digitale Identitäten und moderne Register[22][23],
- international einheitliche technische Normen und Standards.

Leitmotiv der Digital- und Innovationspolitik ist die technologische und digitale Souveränität Deutschlands als wichtiger Beitrag zur Sicherung der strategischen Souveränität Europas.

### Ziele und Handlungsfelder
Das Zielbild für den angestrebten digitalen Fortschritt in der laufenden Dekade ist in drei Handlungsfelder mit insgesamt 25 Themen gegliedert:

#### Vernetzte und digital souveräne Gesellschaft
- Digitale Infrastrukturen
- Bildung in allen Lebensphasen
- Gesundheit und Pflege
- Mobilität
- Bau, Smart Cities und Smart Regions[24]
- Digitale Zivilgesellschaft
- Schutz und Kompetenz im digitalen Raum
- Kultur und Medien
- Teilhabe, Gleichstellung und digitale Barrierefreiheit

#### Innovative Wirtschaft, Arbeitswelt, Wissenschaft und Forschung
- Datenökonomie
- Wissenschaft und Forschung
- Standortentwicklung
- Schlüsseltechnologien für die digitale Souveränität Deutschlands und Europas
- Qualifizierung und Fachkräftesicherung
- Neue Arbeitswelt
- Schutz von Klima, Umwelt und Ressourcen
- Nachhaltige Landwirtschaft und Resilienz in ländlichen Räumen

#### Lernender, digitaler Staat
- Digitale Verwaltung
- Open-Data und Datenkompetenz in der öffentlichen Verwaltung
- Digitale Justiz
- Digitale Polizei
- Digitale Souveränität der öffentlichen Verwaltung
- Cybersicherheit
- Verteidigung
- Internationales

In diesen drei Handlungsfeldern der Digitalstrategie finden sich im Wesentlichen die bereits im Koalitionsvertrag vereinbarten Ziele und Maßnahmen wieder. Dabei wurden diese Ziele weiter detailliert und konkretisiert. Die Digitalstrategie beinhaltet insgesamt 135 Zielvorgaben. Bis 2025 sollen unter anderem folgende Ziele erreicht werden:
- Mindestens 80 % der GKV-Versicherten verfügen über eine elektronische Patientenakte (ePA); das E-Rezept ist als Standard in der Arzneimittelversorgung etabliert.
- Mit dem MINT-Aktionsplan 2.0[25] sind die MINT-Bildungsangebote für Kinder und Jugendliche in rd. 60 MINT-Clustern in der Fläche ausgebaut.
- Mindestens die Hälfte der stationären Anschlüsse ist mit Glasfaser versorgt.[26]
- Die Zahl der Unternehmen im Mobilitätsdaten-Ökosystem (MDS)[27] ist von 50 auf 250 verfünffacht worden.
- Alle Behörden im Geschäftsbereich des BMDV sind aktive Datenanbieter in der Mobilithek[28].
- Die Meilensteine des Masterplans BIM für Bundesbauten sind erreicht und das BIM-Portal des Bundes wird verkehrsträgerübergreifend genutzt.[29][30]
- Die im Rahmen des Bundesprogramms „Demokratie leben!“[31][32] geförderten 28 Modellprojekte mit Digitalbezug sind abgeschlossen.
- Die Civic Coding Initiative[33] hat zur Stärkung von Daten- und KI-Kompetenzen in der Zivilgesellschaft beigetragen.
- Mit dem Zentrum für vertrauenswürdige Künstliche Intelligenz (ZVKI) wurde ein Ort der Debatte um gesellschaftliche Fragen zu KI und algorithmischen Systemen etabliert.[34]
- Das Projekt Datenraum Kultur[35] wurde auf den Weg gebracht.
- Mindestens 10 Prozent (werdender) Familien machen vom digitalen Informationsangebot der Kinder- und Jugendhilfe und dem digitalen Familienassistenten Gebrauch.
- Ein Dateninstitut wurde eingerichtet, die Datenverfügbarkeit und Datenstandardisierung wurden vorangetrieben, Datentreuhändermodelle und Lizenzen wurden etabliert.
- Ein Forschungsdatengesetz[36] wurde verabschiedet, das den Zugang zu Forschungsdaten für öffentliche und private Forschung umfassend verbessert und vereinfacht hat.
- Der offene Datenraum Industrie 4.0[37] hat mindestens zehn neue Anwendungsszenarien ermöglicht.
- Die zentrale Weiterbildungsplattform (NOW!) wurde etabliert.[38]
- Mindestens zehn Beispiele von KI-Anwendungen in Unternehmen wurden über das Portal der Initiative Neue Qualität der Arbeit in den Transfer gebracht.[39]
- Ca. 300 unterschiedliche Datenquellen sind im Onlineportal für Umweltdaten verfügbar.[40]
- Die Anwendung digitaler Technologien in der Landwirtschaft hat zugenommen.
- Die ressortübergreifende Plattform GovLabDE[41] für die Bundesverwaltung leistet bei komplexen Projekten wirksame Unterstützung.
- Der Personalausweis und der Führerschein sind als digitale Nachweise zur Nutzung mit mobilen Endgeräten nutzbar.
- Alle Ressorts sind ihren Open-Data-Verpflichtungen nachgekommen und haben Datenlabore etabliert.
- Gesetze und Verordnungen werden elektronisch verkündet.
- Das Zentrum für Digitale Souveränität der Öffentlichen Verwaltung (ZenDis)[42][43] wurde etabliert.
- Eine Strategie für internationale Digitalpolitik wurde verabschiedet.[44][45]

### Leuchtturmprojekte
Die Digitalstrategie beinhaltet insgesamt 20 sogenannte Leuchtturmprojekte, die bis 2025 umgesetzt werden sollen. Jedes Ressort der Bundesregierung hat mindestens ein Projekt beigesteuert.

#### Daten und Infrastruktur
- Ökosystem für Mobilitätsdaten[47] (BMDV)

- BIM-Portal des Bundes[48] (BMDV, BMWSB)

#### Verwaltung und Gesellschaft
- Ökosystem digitale Identitäten[49][50][51] (BMI)

- Elektronische Patientenakte ePA[52] (BMG)

- Nationale Online-Weiterbildungsplattform NOW[53] (BMAS)

- Digitaler Bildungsraum – Nationale Bildungsplattform NBP[54][55] (BMBF)

- Civic Coding – Innovationsnetz KI für das Gemeinwohl[56] (BMAS, BMFSFJ, BMUV)

- Digitale Familienassistenten[57] (BMFSFJ)

- Datenraum Kultur[58] (BKM)

- Digitalpakt für die Justiz – für mehr Effizienz und leichteren Zugang zum Recht[59][60] (BMJ)

- Einfach und sicher spenden! – digitales Zuwendungsempfängerregister[61] (BMF)

#### Wirtschaft und Datenökonomie
- Dateninstitut[62][63][64] (BMWK, BMI)

- Manufacturing-X[65] (BMWK)

- KIKStart – KI für KMU und Start-ups[66] (BMWK)

#### Wirtschaft und Nachhaltigkeit
- umwelt.info[67] (BMUV)

- SynErgie – energieflexible Industrie[68] (BMBF)

- Nachhaltige Digitalisierung in Landwirtschaft und ländlichen Räumen[69] (BMEL)

#### Sicherheit, Internationales und Außenpolitik
- Digitales Gefechtsfeld[70] (BMVG)

- Auslandsportal[71] (AA)

- GovStack[72] – Digitale Verwaltungsdienstleistungen nach dem Baukastenprinzip (BMZ)

## Umsetzung und Monitoring
Die Umsetzung der Digitalstrategie wird von einem Beirat Digitalstrategie unterstützt, welcher die Fortschritte bei den einzelnen Leuchtturmprojekten und den anderen Maßnahmen einem Monitoring-Verfahren erfassen soll.

### Beirat Digitalstrategie Deutschland
Das aus 19 Mitgliedern bestehende Gremium von Vertretern aus Wirtschaft, Wissenschaft und Zivilgesellschaft ist bei Digitalminister Volker Wissing angesiedelt. Vorsitzende sind Maren Heltsche, Sonderbeauftragte für Digitalisierung beim Deutschen Frauenrat und Thomas Koenen, vom Bundesverband der Deutschen Industrie.
Weitere Mitglieder des Beirats sind:
- Reinhold Achatz, International Data Spaces Association (ISDA)[74]
- Tyson Barker, Deutsche Gesellschaft für Auswärtige Politik
- Sarah Bäumchen, ZVEI e.V.
- Christiane Benner, IG Metall
- Susanne Dehmel, Bitkom e.V.
- Thomas Fischer, Deutscher Gewerkschaftsbund
- Sibylle Gabler, DIN e.V.
- Silvia Hennig, neuland21 e.V.
- Stefan Heumann, Agora Digitale Transformation[75]
- Julia Kloiber, Superr Lab GmbH
- Daniel Krupka, Gesellschaft für Informatik
- Henrietta Litta, Open Knowledge Foundation
- Alexander Rabe, eco-Verband der Internetwirtschaft
- Ann Cathrin Riedel, LOAD e.V.
- Louisa Specht-Riemenschneider, Rheinische Friedrich-Wilhelms-Universität Bonn
- Bernhard Straub, Robert Bosch Stiftung GmbH
- Henning Tillmann, D64 – Zentrum für digitalen Fortschritt

### Qualitatives Monitoring
Die zentralen Vorhaben der Leuchtturmprojekte begleitet ein qualitatives Monitoring, das vom Beirat Digitalstrategie Deutschland durchgeführt wird. In zehn Beiratssitzungen pro Jahr sollen jeweils zwei Projekte vorgestellt und diskutiert werden.
Für ausgewählte Projekte der Digitalstrategie soll gemessen werden, was sie effektiv in der Gesellschaft bewirken. Das vom BMDV geförderte Forschungsvorhaben der Agora Digitale Transformation (ADT) soll das dazu nötige Knowhow liefern.
Im Jahr 2024 soll der Fokus der Arbeit des Beirats auf projektübergreifenden Fragestellungen, der Vernetzung untereinander und auf dem gemeinsamen Lernen liegen. Unterstützt wird der Beirat durch den DigitalService des Bundes und die Agora Digitale Transformation.

### Quantitatives Monitoring
Für alle 135 Ziele der Digitalstrategie ist ein quantitatives Monitoring vorgesehen. Grundlage dafür ist eine Datenbank, in welcher alle Bundesministerien eigenverantwortlich den Fortgang der Projekte in ihrem Zuständigkeitsbereich dokumentieren.

## Stellungnahmen und Kritik
chronologisch absteigend:

### 2024
Im Dezember 2024 veröffentlichte der Beirat der Digitalstrategie gemeinsam mit dem DigitalService des Bundes den Abschlussbericht "Forderungen und Impulse für eine digitale Zukunft" mit Erkenntnissen und Empfehlungen zur Umsetzung der Digitalstrategie Deutschland.
Im Januar 2024 berichtet der Branchenverband Bitkom mit dem Monitor Digitalpolitik über den Stand der Umsetzung der insgesamt 334 Vorhaben: 226 Vorhaben wurden begonnen, 60 abgeschlossen und 48 wurden noch nicht begonnen. Bitkom-Präsident Ralf Wintergerst sieht vor allem in zwei Bereichen dringenden Handlungsbedarf: Bildung und Verwaltung.

### 2023
Im Rahmen des Forschungsgipfels 2023 kritisierte der Vorsitzende der Expertenkommission Forschung und Innovation (EFI), Uwe Cantner, im März 2023 die mangelnden Governance-Strukturen bei der Umsetzung der Digitalstrategie.
Im April 2023 erkundigte sich die Unionsfraktion in einer kleinen Anfrage über den Stand der Umsetzung der Digitalstrategie.
Der Beirat Digitalstrategie Deutschland fordert im Juni 2023 mehr strategische Führung von Digitalminister Wissing.
Der Deutsche Städtetag legte im Juni 2023 in einem Positionspapier dar, dass die erfolgreiche Umsetzung der Digitalstrategie nur gelingen könne, wenn der Bund die Kommunen in strategischer Hinsicht intensiver beteilige als bisher.
Der eco-Verband mahnte Anfang August 2023 an, dass die Bundesregierung ein nachhaltiges Signal in Richtung „Vorfahrt für Digitalisierung“ setzen müsse, nicht zuletzt auch im finalen Haushaltsplan 2024. Dies gelte insbesondere für das Onlinezugangsgesetz, die Registermodernisierung und digitale Identitäten, da sie zentrale Hebel für staatliche Handlungsfähigkeit und digitale Innovationen seien.
Der von der Unternehmensberatung BCG im August 2023 vorgelegte Digital Government Citizen Survey 2022, eine Studie, welche die Wahrnehmung digitaler Behördendienste in 41 Ländern untersucht, offenbart massive Rückstände in Deutschland. So belegt Deutschland bei der Nutzungshäufigkeit von Online-Angeboten der Verwaltung im internationalen Vergleich den drittletzten, bei digitalen Gesundheitsdiensten den letzten Platz. Fazit der Studie: Das in der Digitalstrategie der Bundesregierung ausgegebene Ziel, im DESI bis 2025 einen Platz unter den Top Ten zu belegen, dürfte auch mit massiven Investitionen in digitale Infrastruktur, technische Ausstattung und Personal kaum noch zu erreichen sein.
Im Dezember 2023 beklagt Ann Cathrin Riedel, Beiratsmitglied Digitalstrategie Deutschland, die fehlende Priorisierung,  Gesamtsteuerung und Koordinierung der Digitalstrategie: "Wir haben zwar ein Digitalministerium und einen Digitalminister, aber wir haben auch die Aufsplittung auf verschiedene Ministerien."

### 2022
Im Mittelpunkt der Bundestagsdebatte am 22. September 2022 stand die Digitalpolitik mit den Themen Digitalstrategie und Gigabitstrategie der Bundesregierung. Die stellvertretende Fraktionsvorsitzende der Unionsfraktion Nadine Schön kritisierte, dass es der Digitalstrategie an Messbarkeit, Transparenz und Ambition fehle.
Der Beirat Junge Digitale Wirtschaft begrüßte die Strategie als „wichtigen Schritt“, bedauerte zugleich, dass sie entgegen der Ankündigung im Koalitionsvertrag kein zusätzliches Digitalbudget vorsieht.
Der KI-Bundesverband sieht in der Digitalstrategie einen „positiven und notwendigen Schritt in die richtige Richtung“, kritisiert aber, dass die in der Digitalstrategie genannten Leuchtturmprojekte eine konkrete Ausgestaltung vermissen lasse und dass ohne ein Digitalbudget die Digitalstrategie zur Makulatur verkomme.
Der Bundesverband der Deutschen Industrie (BDI) hält das Ziel der Bundesregierung bis 2025 bei der Digitalisierung unter die Top Ten in Europa zu kommen, für nicht ambitioniert genug.
Die Deutsche Bank hält die Digitalstrategie für einen guten wenn auch verspäteten Anfang. Sie sei kein großer Strategieentwurf, sondern eher ein Reformprogramm, das in vielerlei Hinsicht auf den unvollendeten Aufgaben früherer Regierungen aufbaue. Ob die Ziele erreicht werden können, hänge davon ab, wie effektiv die verbleibenden Jahre bis 2025 für die Umsetzung genutzt werden.
Anlässlich der Verabschiedung des Bundeshaushalts für 2023 ohne Digitalbudget kritisierte die Expertenkommission Forschung und Innovation in einem Policy-Brief, dass eine schlagkräftige Digitalpolitik damit in weite Ferne rücke und eine Digitalisierung „ohne Wumms“ die Folge sei. Sowohl innerhalb als auch außerhalb Deutschlands verfestige sich der Eindruck, dass Digitalisierung in Deutschland ein nachgeordnetes Projekt sei, das man getrost aussetzen und auf unbestimmte Zeit verschieben könne.